# المصينعه (إب)
المصينعه هي إحدى قرى الجمهورية اليمنية. تتبع جغرافيا لمحافظة إب وإداريًا لمديرية المخادر. يبلغ تعداد سكانها 3604 نسمة حسب الإحصاء الذي أجري عام 2004.